# Aphis bupleurisensoriata
Aphis bupleurisensoriata är en insektsart. Aphis bupleurisensoriata ingår i släktet Aphis och familjen långrörsbladlöss. Inga underarter finns listade i Catalogue of Life.